# Hotaru Tomoe
Hotaru Tomoe (土萠 ほたる Tomoe Hotaru?, conocida en España como "Andrea") alias Sailor Saturn (セーラーサターン Sērā Satān?, que fue traducido a veces como "Guerrero Saturno"), es uno de los personajes en la serie japonesa de anime y manga Sailor Moon, así como también de otras adaptaciones de la misma obra. Este personaje es presentado por primera vez en el tercer arco argumental del manga original (conocido por el nombre de "arco Infinito"), así como también en la tercera temporada de la serie de anime de los años 90, llamada Sailor Moon S, y en la temporada 3 de Sailor Moon Crystal. En su identidad como "Sailor Saturn", ella es una de las guerreras Sailor Senshi que aparecen en la obra y, dentro del grupo de las Sailor Senshi del Sistema Solar, finalmente se une al equipo de las Sailor Senshi del Sistema Solar Externo; que se ocupan de proteger al reino del Milenio de Plata desde tiempos antiguos.
Al principio, Hotaru Tomoe aparece como una amiga de Chibiusa que sufre extraños ataques, los cuales ella misma cree que son a causa de una rara enfermedad. En realidad, los ataques se deben a que está poseída por una entidad maligna llamada "Mistress 9". Finalmente se descubre que Hotaru es también, por otra parte, la reencarnación de Sailor Saturn, una de las Sailor Senshi, guerreras que protegían el Sistema Solar en los tiempos en que existía en la luna un reino llamado el Milenio de Plata. Cuando Hotaru se libera de Mistress 9 y recupera la memoria de su vida pasada, vuelve a tener todos los poderes que tenía como Sailor Saturn. A partir de entonces, ella se disfraza de la heroína justiciera Sailor Saturn, cada vez que debe combatir el mal junto a Sailor Moon y las otras guerreras reencarnadas del Milenio de Plata o Reino de la Luna.
Comparado con otros de los personajes de la obra, el personaje de Hotaru hace pocas apariciones en el anime de los años 90, especialmente en su papel de Sailor Saturn, y no aparece en ninguna de las películas animadas de Sailor Moon de los años 90; aunque sí lo hace en las recientes secuelas cinematográficas de Sailor Moon Crystal: Sailor Moon Eternal y Sailor Moon Cosmos.

## Perfil
El personaje de Hotaru Tomoe aparece como una joven niña de cabello negro, lacio y corto, quien con el tiempo adquiere la capacidad de transformarse en Sailor Saturn; una justiciera cuyos poderes poseen grandes afinidades místicas con las temáticas de la destrucción y la muerte. Naoko Takeuchi, su creadora, ha descrito a Sailor Saturn como la "Guerrera del Silencio" y como la "Guerrera de la Ruina y el Nacimiento".
Hotaru es una niña de con una actitud lógica y formal. Al principio de su aparición en la serie, de manera constante sufre problemas de salud. Por otra parte, su vida es muy solitaria, ya que su madre está muerta, no tiene hermanos y su padre es un gran científico que está siempre ocupado en extraños experimentos. Naoko Takeuchi, su creadora, mencionó que se trata de una niña reservada y precoz; de piel clara, delicada, cuerpo débil y voz baja, que puede parecer inexpresiva. No tiene realmente amigos hasta que conoce a Chibiusa y Usagi, y no es muy popular entre sus compañeros de clase, ya que se murmura que tiene poderes sobrenaturales y sufre extraños cambios de personalidad. 
| Datos extra sobre Hotaru |                      |
| Nombre real (japonés)    | Hotaru Tomoe         |
| Nombre español           | Andrea Tomoe         |
| Nombre latinoamericano   | Hotaru Tomoe         |
| Nombre norteamericano    | Hotaru Tomoe         |
| Fecha de nacimiento      | 6 de enero           |
| Horóscopo                | Capricornio          |
| Tipo de sangre           | AB                   |
| Color favorito           | Púrpura              |
| Comida favorita          | Soba                 |
| Comida que odia          | Leche                |
| Pasatiempo               | Coleccionar lámparas |
| Materia favorita         | Historia Universal   |
| Materia que odia         | Educación Física     |
| Habilidad especial       | Tratar heridas       |
| Le teme a                | Las maratones        |
| Sueño por cumplir        | Ser una enfermera    |

Esto último, al igual que su delicada salud, se debe a que desde los ocho años habita en su interior Mistress 9. Mistress 9 es una  entidad maligna que fue introducida en su cuerpo secretamente cuando ella era pequeña, y que a veces logra ejercer el dominio total sobre Hotaru, sin el conocimiento de ella. Esta entidad es, asimismo, una causa indirecta por la cual la edad del personaje varía a lo largo de la serie. Si bien, cuando aparece por primera vez, Hotaru tiene doce años; más tarde, tras la expulsión y derrota de esta entidad, Hotaru renace como un bebé y vuelve a crecer hasta tener la apariencia de una niña de cinco años. Más adelante, con la llegada de una nueva enemiga (la reina Neherenia), ella vuelve a crecer rápidamente hasta llegar, una vez más, a los ocho años (ya que, al final de la serie, se la ve asistiendo nuevamente a la primaria; a veces en el segundo y otras en el tercer grado.)
Como la guerrera Sailor Saturn, además, ella tiene el poder de destruir un planeta completo. A causa de esto, al principio de la tercera temporada, el resto de las Sailor Senshi del Sistema Solar Externo temen que Hotaru pueda usar este poder para destruir la Tierra, si recupera los recuerdos y habilidades de su anterior vida. Esta circunstancia lleva a Haruka Ten'ō (Sailor Uranus), Michiru Kaiō (Sailor Neptune) y Setsuna Meiō (Sailor Pluto) a considerar por un tiempo eliminarla para evitar que esto llegue a suceder. Sin embargo, el despertar de Hotaru como Sailor Saturn es, en última instancia, la razón por la que el mundo es salvado; al ser ella una participante clave en la destrucción de Mistress 9 y de los demás enemigos que constituyen la real amenaza. Al final de la tercera temporada, tras el renacimiento de Hotaru como una bebé recién nacida, ella es adoptada por estas tres guerreras. Entonces empieza a referirse a sus tres tutoras como papá Haruka (a pesar de que esta es una mujer), mamá Michiru, y mamá Setsuna. Renacida como una niña pequeña, Hotaru se muestra más feliz y menos reservada, sonriendo y riendo más a menudo que en su vida de antes cuando estaba poseída por Mistress 9.
Hotaru quiere ser algún día una enfermera, por sus habilidades mágicas para tratar y curar heridas. Debido a su frágil estado de salud al inicio de su aparición en la serie, detesta la clase de Educación Física y tiene dificultades con las maratones. Sus hobbies son usualmente actividades que no requieren esfuerzo físico e incluyen la lectura y coleccionar lámparas decorativas. Entre sus cosas predilectas se encuentran los fideos japoneses de trigo negro (también conocidos como soba), las panteras, y el color morado. Su altura varía a lo largo de la serie dependiendo de su edad.
Una característica distintiva del personaje es, por otra parte, la manera en que acostumbra a vestir predominantemente de gris y negro; aunque en algunas ocasiones lleva un abrigo azul cobalto y una boina roja. También aparece a menudo con una prenda gris sobre sus hombros, junto a sus habituales ropas negras, o simplemente con un abrigo marrón. Al comienzo de su aparición en el manga, para ocultar de la vista de otros unos dispositivos electrónicos que su padre (el profesor Tomoe) ha instalado en su cuerpo artificialmente, ella siempre lleva ropas que la cubran de manera casi total. Incluso después de su renacimiento, tras la expulsión de Mistress 9, continúa con esta costumbre; aunque es entonces cuando comienza gradualmente a usar colores más vivos.
Los kanji, es decir, los símbolos que representan el apellido de Hotaru se traducen como "tierra" (土 to?) y "brote" (萠  mōe?); es decir, "brotada de la tierra". El primero de estos dos símbolos procede del nombre de su planeta de origen, Saturno, en japonés, Dosei. El nombre de pila, "Hotaru" (ほたる hotaru?), aparece en hiragana (un sistema de escritura japonés) y, aunque su significado no es inherente, la palabra en sí significa luciérnaga. Este significado, "luciérnaga brotada de la tierra", se ha empleado al menos una vez como juego de palabras. De hecho, las luciérnagas están asociadas con los espíritus de los muertos en la mitología japonesa, haciendo así referencia al estatus de Hotaru como la guerrera de la muerte y el renacimiento. En el manga conocido como Mixx (ahora TOKYOPOP), se cambia una vez el nombre de Hotaru por Jenny. Más adelante, Mixx reconoció que se trataba de un error y restauró el nombre original de esta guerrera.

## Historia
| “                                                             | "Mi planeta Guardián es Saturno, el planeta del Silencio. Soy la Sailor del Nacimiento y de la Destrucción, Sailor Saturn". | ” |
| —Sailor Saturn, frase de presentación en la última temporada. | |   |

El símbolo astronómico de Saturno es el símbolo de Sailor Saturn en la serie.

En la historia se cuenta que, cuando Hotaru era pequeña, ella y su madre fueron a visitar el laboratorio de su padre mientras este realizaba un experimento. De alguna forma, el experimento salió mal y sufrieron un terrible accidente. La madre de Hotaru, que en el manga se llamaba Keiko, murió mientras que Hotaru resultó gravemente herida. Luego el padre de Hotaru, el profesor Souichi Tomoe, fue contactado por entidades demoníacas provenientes del espacio exterior, lideradas por un ser llamado "Pharaoh 90". Tanto en el anime como en el manga, esto fue la causa de que Hotaru fuera poseída por otra criatura conocida como Mistress 9: Pharaoh 90 (o "Faraón 90") es el líder de una raza extraterrestre y es quien envía a Mistress 9 a infiltrarse entre los humanos del planeta Tierra, como parte de una estrategia para comenzar a invadir este mundo.
En la versión de Sailor Moon S del primer anime, esto ocurre una vez que Souichi Tomoe ruega a uno de los alienígenas que salve la vida de una agonizante Hotaru, pero éste lo hace a cambio de adueñarse de los cuerpos de ellos dos. A partir de entonces, tanto Hotaru como su padre son poseídos por dos demonios extraterrestres subordinados a Pharaoh 90. Hotaru tiene dentro suyo a Mistress 9, quien se da a conocer solo por momentos; mientras que su padre está poseído por un cómplice de Mistress 9, "Germatoid", quien tiene completo control sobre él. En la versión del manga original y en Sailor Moon Crystal, sin embargo, el padre de Hotaru es un hombre totalmente malévolo que se alía voluntariamente con Pharaoh 90. Él es quien salva la vida de Hotaru restaurando su cuerpo y haciéndolo parcialmente cibernético. Por este motivo, ella queda convertida en una especie de cyborg, compuesta de materia viva así como de elementos electrónicos. Además, aquí es el mismo Tomoe quien, con ansias de realizar otro experimento, coloca en el interior de su hija uno de los huevos de Pharaoh 90, que contiene a Mistress 9.
A partir de entonces, el padre de Hotaru se convierte en un máximo colaborador de los Death Busters, organización que colabora en secreto con los extraterrestres, y de la cual forman parte las Brujas 5. Hotaru, en contraste, no tiene conocimiento de nada de esto, y solamente se entera de todo más tarde. Entretanto, dos amigas de Sailor Moon, Sailor Uranus y Sailor Neptune (y en algunas versiones también Sailor Pluto), descubren que Hotaru es, por una funesta coincidencia, la reencarnación de Sailor Saturn, la guerrera destructora de mundos. Ellas saben que Saturn, como dice su leyenda, solo aparece cuando tiene que destruir el mundo.  Por esto, al principio creen que si Hotaru vuelve a asumir su identidad como Sailor Saturn, el mundo llegará a su fin, y que (por lo tanto) la única manera de evitar que eso pase es matando a Hotaru antes de que recuerde su vida pasada.
Antes de que se decidan a hacerlo, sin embargo, la propia Mistress 9 se da a conocer tras tomar el completo control del cuerpo de Hotaru; con lo cual ella, el profesor Tomoe y Pharaoh 90 ponen en marcha la conquista la Tierra. En el manga y en Sailor Moon Crystal, el padre de Hotaru es eliminado por Sailor Moon en defensa propia durante la batalla. En el primer anime, en cambio, es tan solo liberado de la presencia de Germatoid. Finalmente, en su afán de proteger a Chibiusa y ayudar a Sailor Moon y los suyos, la personalidad de Hotaru resurge como la guerrera Sailor Saturn, para combatir a los extraterrestres y destruir a Mistress 9. De este modo, ella recupera la memoria de su vida pasada como Sailor Senshi, así como los poderes heredados de esa existencia anterior. En el manga y Crystal, incluso, todos sus materiales cibernéticos de cyborg desaparecen. 
Una vez convertida en Sailor Saturn, ella sorprende a todos al unirse a la pelea contra los villanos, ayudando a Sailor Moon a vencerlos. En la versión de Sailor Moon S, los ataques de ambas destruyen a Pharaoh 90 desde su interior. En el manga y en Crystal, en cambio, Saturn transporta a Pharaoh 90 de regreso a su planeta de origen y Sailor Pluto cierra la puerta a dicha dimensión para que no pueda regresar jamás, mientras que Sailor Moon usa su poder para regresar al planeta Tierra a la normalidad. Desafortunadamente, Saturn perece en la batalla; pero pronto vuelve a aparecer de nuevo, esta vez renacida con la forma de un bebé, sin ningún tipo de dispositivos electrónicos ni influencias maléficas en su cuerpo.
Tanto en el anime como en el manga, Haruka Ten'ō (Sailor Uranus), Michiru Kaiō (Sailor Neptune), y en algunas versiones también Setsuna Meiō (Sailor Pluto), finalmente deciden adoptar a la pequeña Hotaru. En la primera versión animada, esto se decide después de que la pequeña ha estado con su padre (el ya recuperado profesor Tomoe), y viviendo con él durante algún tiempo. Sin embargo, ella empieza a desarrollarse de forma acelerada, creciendo de una bebé a una niña en unos pocos meses. Con el correr de los capítulos, vuelve a tomar la apariencia de Sailor Saturn para unirse al equipo de las Sailor Senshi del Sistema Solar Externo y ayudar a sus tutoras, a Sailor Moon y a las demás justicieras a proteger la Tierra de un nuevo enemigo, la reina Neherenia. Después, tras la derrota de Sailor Galaxia (la última enemiga a la que ella y las demás guerreras enfrentan en la serie), Hotaru aún vive con sus tutoras en todas las versiones (con lo cual se desconoce si ella alguna vez regresa junto a su padre, quien continúa vivo en la versión del primer anime).

## Creación y desarrollo
En sus bocetos iniciales para el diseño de Hotaru, Naoko Takeuchi escribió su nombre como "Hotaru Tomoe" (土萠 ほたる Tomoe hotaru?), donde ya estaba incluido el kanji del elemento tierra (土 To / Do?); el cual también aparece en el nombre japonés para el planeta Saturno (土星 Dosei?). En dichos bocetos, expresó que el personaje debía tener la apariencia de una niña de 12 años, de aspecto débil y marcada por la soledad; designando como su signo zodiacal a Capricornio, y a su fecha de cumpleaños ficticia como el 6 de enero. Por otra parte, la autora le dio al alter ego de Hotaru, Sailor Saturn, el título de "guerrera del Silencio" (沈黙の戦士 Chinmoku no senshi?, donde chinmoku "沈黙" también puede significar "inactividad" o "reticencia", al igual que "silencio") y la dibujó sosteniendo un báculo marrón con aspecto arbóreo; en lugar de la típica "Hoz del Silencio" (サイレンス・グレイヴ [sic]／沈黙の鎌 Sairensu gureivu／chinmoku no kama?, "hoz del Silencio" / "guadaña del Silencio") que finalmente llevaría en la obra (y la cual, en dichas imágenes, sólo aparecía ilustrada a un costado).
Al ser concebida como la última integrante del equipo de guerreras protagonistas, quien debía integrarse a la trama como la heroína que representara al planeta Saturno; todos estos datos ya se correspondían con varios elementos tradicionalmente conectados a este planeta, tanto en su astrología como en cuanto a su mitología. La mayoría de estos coinciden con su rol en la mitología occidental (por un lado, era el dios de la antigua Edad Dorada y un patrono de la tierra, quien todavía asistía a los vivos como deidad de la cosecha; por el otro, era el «amo del subsuelo» que tras ser enviado al Tártaro llegó a pasar por juez de los muertos). Al momento de su primera aparición, similarmente, Sailor Saturn también se presenta a sí misma como "una mensajera de las profundidades de la muerte": una denominación que hace eco a la leyenda del encierro de Crono (su equivalente del mito griego) en la región del Tártaro, la cual era considerada como la parte más profunda del Hades. Al igual que este dios, asimismo, Saturn también es inicialmente descrita como una figura que "duerme" y a la cual, al principio, sólo excepcionalmente se debía "despertar"; ya que su presencia trae consigo la advertencia de una posible ruina y destrucción para el mundo actual. Además, ambas figuras son caracterizadas como capaces de experimentar sueños proféticos. El astro del cual recibe el nombre, Saturno, es llamado "el planeta tabú" en algunos capítulos de la historia; aludiendo a su posición como el maléfico mayor dentro de la astrología occidental antigua. Llamado "el planeta de la Destrucción" en varias versiones de Sailor Moon, Saturno ha sido relacionado desde la Antigüedad con el signo de Capricornio; mientras que los antiguos astrólogos (que también lo conectaban con el elemento tierra y con la bilis negra) le atribuían una influencia de carácter "melancólico", "pasivo" y "destructivo".
En el mito, sin embargo, el significado de este dios gradualmente se tornó más ambivalente; al igual que los arquetipos con los cuales se lo vinculó, posteriormente. Identificado con el "poder destructor" del Tiempo (que "consume todo lo que genera", tanto a nivel cósmico como en las estaciones de la naturaleza), Saturno era retratado con una hoz (sustituida, a veces, por una guadaña) o con el Uróboros; símbolo de Eón y el eterno retorno: con lo cual, representaba la eterna y constante repetición de los ciclos de destrucción y reinicio. Por esas razones, se lo podía relacionar tanto con la ruina y la degeneración como con la promesa de un regreso a la Edad de oro (lo cual, según dicha creencia, debía ocurrir tras unas etapas de ekpyrosis y palingenesia previas). En la obra de Sailor Moon, incidentalmente, varios detalles de este mitema parecen acompañar, entre otros aspectos, a la figura de Sailor Saturn; a quien Takeuchi finalmente le dio un segundo título, como la "guerrera de la Ruina y el Nacimiento":

«Sailor Saturn personifica tanto la figura de la Muerte como la figura del dios romano de la cosecha, Saturno (cuyo mito se fusionó con el del dios griego del tiempo, Cronos, Χρόνος). Ambos personajes sostienen una guadaña en sus manos, la Muerte la usa para cortar vidas, Saturno para conceder la cosecha, y la guadaña se convierte en un símbolo de nacimiento, crecimiento y circularidad. Sailor Saturn usa su arma para traer destrucción y, después, un nuevo comienzo.»

Adicionalmente, es en escenas donde Saturn anuncia el advenimiento del segundo Milenio de Plata (es decir, el "retorno a la Edad de oro" en el universo ficticio de la obra; que evidencia la presencia del mitema del eterno retorno dentro de la trama) que el destino mayor del personaje como una guardiana (que lucha y protege) pareciera confirmarse definitivamente; como una misión que trascendería, inexorablemente, incluso a su rol inicial como "una mensajera de la muerte":

«Sailor Saturn es la Sailor Guerrera del apocalipsis, pero nunca provoca un final definitivo: su misión es "acabar" con los mundos existentes para que siempre haya "renovación" ("saisei"). Es Sailor Moon quien realiza este proceso continuo de "renovación"; al restaurar Tokio/el mundo humano, después de cada batalla, a su estado anterior al apocalipsis como "ciberpolis"; a la espera de su próxima invasión alienígena.»

## Aspectos y formas
Debido a que Hotaru es un personaje con diferentes encarnaciones, poderes especiales y transformaciones, y una vida más larga de lo normal que abarca desde la era del Milenio de Plata hasta el siglo XXX, la joven tiene diferentes aspectos a medida que la serie avanza.

### Sailor Saturn
Es la identidad de Hotaru como guerrera Sailor Senshi. Sailor Saturn proviene originalmente del planeta Saturno, y es una de las ocho guerreras del Sistema Solar que siguen a Sailor Moon, la protagonista. Ella finalmente se une al equipo de las guerreras del Sistema Solar Externo, quienes desde tiempos antiguos han protegido el Sistema Solar y al reino del Milenio de Plata de amenazas del espacio exterior. Como el resto de las justicieras del equipo, Sailor Saturn lleva un uniforme similar a un sailor fuku y combate el mal por medio de una facultad mística conectada con un planeta o astro específico. El uniforme de Sailor Saturn se destaca por tener el cuello de marinero, la falda y las botas de color morado, además de sus moños de color granate. En su forma inicial, su traje incluso posee más detalles individuales que lo diferencian de los de las demás guerreras; como mangas con forma de pétalos, un broche en forma de estrella, guantes más elaborados, y botas hasta la altura de la rodilla que se atan con lazos. 

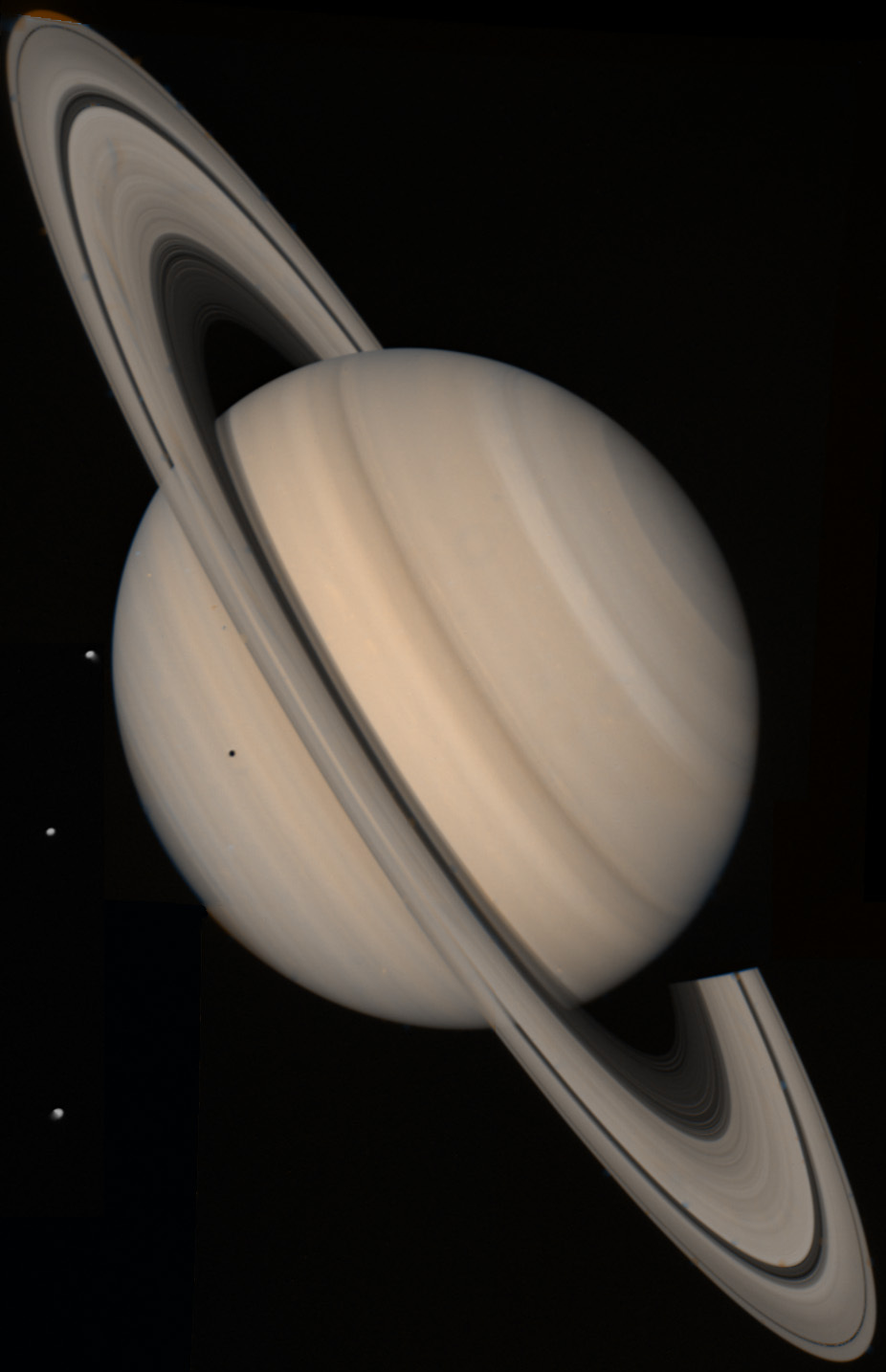
Saturno, el planeta natal de Sailor Saturn.

Sailor Saturn es conocida por llevar consigo, en la parte superior de su báculo, la "Hoz del Silencio";  un arma que puede emplear para provocar la destrucción de los planetas del Sistema Solar. A pesar de esto, la joven también tiene el don de curar heridas de levedad tanto en su apariencia de muchacha normal como en su papel de guerrera; además de experimentar visiones precognitivas. En el transcurso de la obra, este alter ego del personaje recibe títulos como "Guerrera del Silencio", "Guerrera de la Destrucción", y "Guerrera de la Ruina y el Nacimiento"; y más adelante se sugiere que esto es porque tiene, entre sus deberes de guardiana, la poco envidiable misión de destruir por completo un mundo o mundos, una vez que el destino ha decidido su fin. Sin embargo, en el manga y en Sailor Moon Crystal se explica que ella solo puede actuar en su rol de destructora cuando es invocada por los talismanes de las tres otras guerreras, Sailor Uranus, Neptune y Pluto, una vez que éstos se reúnen y resuenan. Esto suele ocurrir cuando un mundo ya ha iniciado el camino a su propia destrucción, azotado por la guerra y la devastación, o dominado por el tipo de entidades malignas a las que las guerreras Sailor Senshi se enfrentan. Si bien la misión de Saturn en esas circunstancias es destruir toda forma de vida hasta hacerla desaparecer, la razón de esto es para que el mundo en cuestión pueda tener la oportunidad de renacer. Ella misma le dice a Sailor Moon en el manga que, junto con la destrucción y la muerte, también llegan el renacimiento y la esperanza.
Por otra parte, Saturn dice en la versión de Sailor Moon S que solo puede usar este poder a costa de su propia vida. Esta condición no se menciona en Crystal ni en el manga, pero en ambas versiones Saturn muere inmediatamente después de haberlo utilizado. Sin embargo, después de eso, en todos los casos, ella es nuevamente reencarnada.

#### En el Milenio de Plata
Hotaru es, como el resto de las protagonistas, la reencarnación de una de las ocho guerreras que vivieron para proteger un antiguo reino en la Luna, llamado el Milenio de Plata. En el anime de los años 90 se sugiere que, en su vida pasada como Sailor Saturn, ella vivía en el Milenio de Plata junto a sus compañeras; una vez que éste fue reino destruido, todas renacieron en la Tierra del siglo 20 junto con Serenity, la princesa del Milenio de Plata, y su corte. De acuerdo al manga y a Sailor Moon Crystal, por el contrario, Sailor Saturn no vivía con las demás en el reino lunar con las demás. Las otras guardianas del Sistema Solar Externo (Sailor Uranus, Neptune, y Pluto) apenas sabían de la existencia de esta otra guerrera, llamada Sailor Saturn, quien era la destructora y solo aparecería en el instante en que el mundo debía ser aniquilado.
En esos tiempos, Uranus, Neptune y Pluto estaban obligadas a permanecer en sus planetas o lugares designados, por lo que no podían reunirse, ni tampoco conocían a la princesa Serenity y a las otras cuatro guerreras.
Cuando la entidad conocida como Metalia provocó una gran guerra entre la Tierra y la Luna, sus talismanes se pusieron a resonar. Fue en ese momento que ellas tres se reunieron en un mismo planeta y, sin saberlo, sus talismanes invocaron a Sailor Saturn para que acabara de destruir lo que quedaba de vida en los planetas del Sistema Solar.

#### En la historia deSailor Moon

Imagen de las partes del uniforme de Sailor Saturn

Una vez ocurrido esto, las guerreras del Sistema Solar Externo no debían reencontrarse en el mismo planeta después de que el Milenio de Plata fuese destruido. Sin embargo, reencarnaron en la Tierra del siglo 20. Así Uranus y Neptune se reunieron una vez más, esta vez bajo sus nuevas identidades de Haruka y Michiru, y finalmente descubrieron la nueva identidad de Sailor Pluto, Setsuna. Por esta razón, temían que sus talismanes volvieran a invocar a Saturn. Pero finalmente Saturn se convierte en su aliada, uniéndose a ellas para ayudar a Sailor Moon a defender la Tierra de los enemigos que la amenazan.
A medida que se hace más fuerte, Sailor Saturn obtiene poderes adicionales. En ciertos momentos clave, su uniforme cambia para reflejar esto, adoptando apariencia similar al uniforme de Sailor Moon. La primera vez que ella y las demás reciben nuevos poderes, éste adopta una apariencia similar al de Super Sailor Moon, y la segunda vez, solo en el manga, una similar al de Eternal Sailor Moon.

### Princesa Saturno

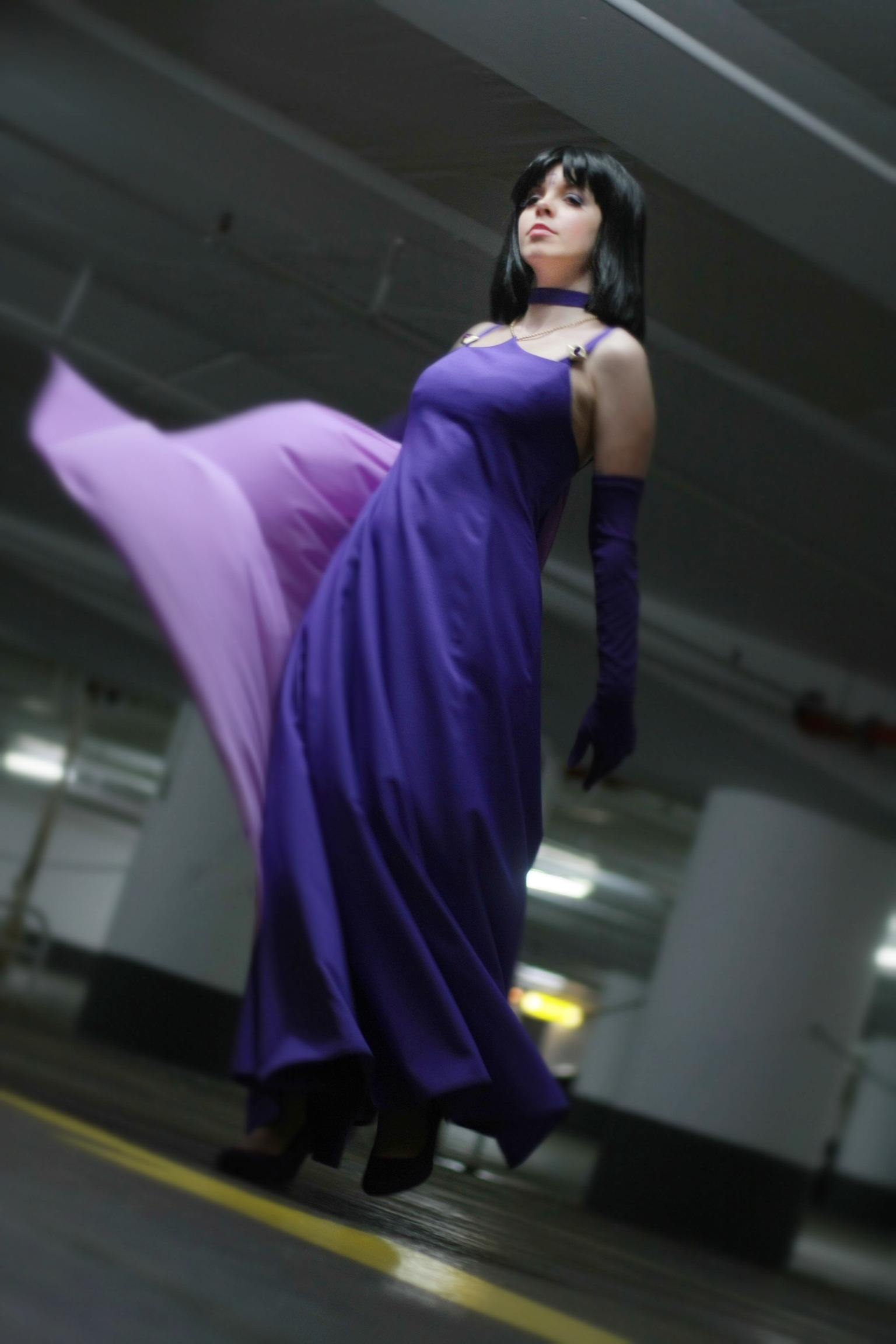
imagen de una Cosplayer interpretando a la Princesa Saturno.

En el manga, al igual que a las demás guerreras, se representa a Sailor Saturn como princesa de su planeta de origen desde los tiempos del antiguo Milenio de Plata. Como princesa, posee un palacio real en el planeta Saturno, denominado castillo "Titán", y recibe el nombre de Princesa Saturno. Para identificarse oficialmente como la princesa de su planeta, ella lleva un vestido de color morado -- Hotaru aparece de este modo en el Acto 41 del manga original y en materiales adicionales.

### Mistress 9

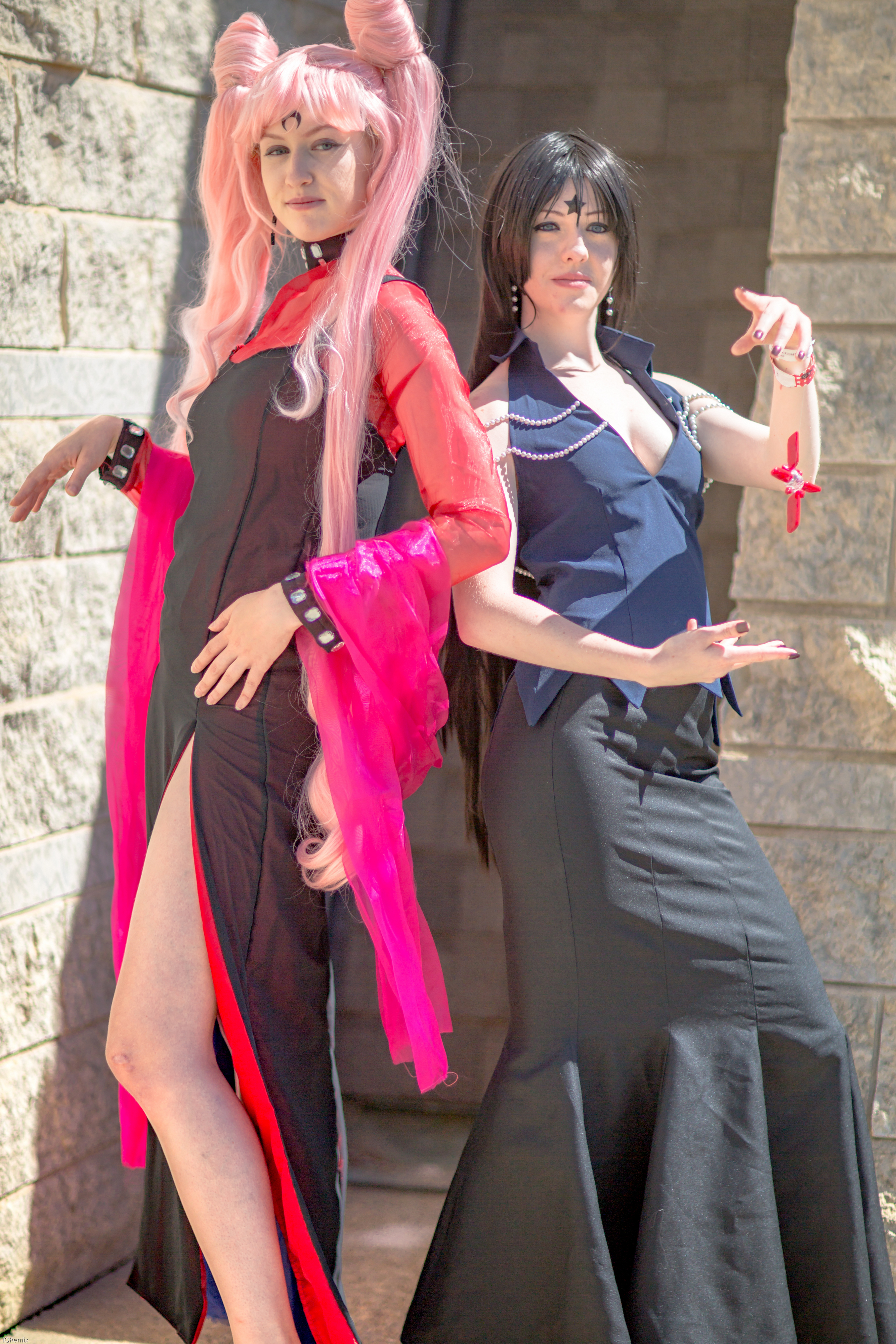
imagen de unas Cosplayers interpretando a Black Lady y Mistress 9.

Mistress 9 (ミストレス９, Misutoresu 9), también conocida por el nombre de Dama 9, es la entidad extraterrestre que se adueña temporalmente del cuerpo de Hotaru en la tercera temporada, para realizar los planes de los villanos Death Busters. Tanto en el manga como en las series de anime, el cuerpo de Hotaru es usurpado por Mistress 9 cuando esta se vuelve más fuerte tras robar la energía vital de Chibiusa (Rini, o Sailor Chibi Moon). Después de esto, Mistress 9 utiliza la energía robada para ayudar en su conquista de la Tierra al líder de los extraterrestres, Pharaoh 90. Las circunstancias en que esto sucede varían un poco en las diferentes adaptaciones.
En Sailor Moon S, Mistress 9 toma el control sobre Hotaru gracias al poder y fuerza robados al "Cristal de Corazón Puro" de Chibiusa, tras lo cual logra robar la Copa Lunar de Sailor Moon y traer a Pharaoh 90 al planeta Tierra, desde el espacio exterior. En el manga y en Sailor Moon Crystal, en cambio, Mistress 9 roba el alma así como Cristal de Plata de Chibiusa. Con su poder, logra fortalecer a Pharaoh 90 y atraer a todo el Sistema Estelar Tau (del que provienen los extraterrestres) hacia el planeta Tierra, para completar su invasión. En ambos casos, el robo de una parte de la energía vital así como del corazón o alma de Chibiusa, tan vital para su subsistencia, deja a esta en un estado cercano a la muerte, y solo se la puede mantener con vida gracias a los poderes especiales de Mamoru. Sin embargo, en todas las versiones, Hotaru se libera del control de Mistress 9, despierta como la guerrera "Sailor Saturn" y devuelve lo robado a Chibiusa; devolviéndole a esta la salud. 
Hacia el final de la temporada, Sailor Saturn y Sailor Moon derrotan a los extraterrestres (en el manga, ellas reciben también la ayuda de Sailor Pluto, quien invoca la Puerta del Tiempo para enviar a los enemigos de regreso a su lugar de origen). Durante la lucha, Sailor Saturn muere, pero reaparece inmediatamente después, como una bebé recién nacida.

## Poderes

### Frases de transformación
Las siguientes son las frases que Hotaru Tomoe pronuncia al transformarse en Sailor Saturn:

### Otras habilidades
Las siguientes son algunas habilidades adicionales, algunas de las cuales Sailor Saturn solo mostró en el manga, y no en la primera versión animada:

## Poderes especiales y objetos
Mientras que varias Sailor Senshi tienen poderes poco comunes en su forma de ser humano común y corriente, los poderes de Hotaru son, notablemente, los más variados y numerosos. Algunos de ellos aparecen en el tercer arco argumental, cuando es poseída por Mistress 9. Dichos poderes incluyen campos de fuerza y rayos de energía que surgen cuando se encuentra en peligro, al parecer de forma involuntaria. En dicho arco también se observa su don para curar heridas leves. Tanto en el manga como en el anime, después de que Hotaru renace para cumplir con su obligación como Sailor Saturn, ella crece en cuestión de días hasta alcanzar nuevamente la edad que tenía antes de su renacimiento, esto es, unos doce años. En cierta ocasión, recibe la visita de una visión de sí misma en su rol de Sailor Saturn, y se otorga de nuevo a sí misma sus propios poderes. Asimismo, tiene a menudo visiones de acontecimientos futuros, especialmente cuando se trata de peligros por venir, y puede proyectar estas visiones para que sean vistas también por otras personas.
En el anime, Hotaru es tan solo un bebé cuando su poder fluye inundando a las Sailor Senshi del Sistema Solar Externo; Uranus, Neptune, y Pluto. De este modo, éstas reciben un nuevo poder y ascienden a su forma de Súper Sailor Senshi. En el manga, esto no ocurre hasta que Hotaru ha recuperado su edad original (cuando alcanza otra vez los doce años). Además, Uranus, Neptune, y Pluto no se convierten en Súper Sailor de por sí, sino que Saturn les entrega sus respectivos cristales sailor, y todas ellas reciben un nuevo uniforme. En ambas versiones, cuando Hotaru aún es pequeña, es capaz de crear una pequeña proyección de la galaxia que queda suspendida en el aire de su dormitorio, simulando la historia astronómica de esta a una gran velocidad. En el manga, Haruka está con ella mientras Hotaru hace esto, para mantener su poder bajo control. 
Su transformación en Sailor Saturn es relativamente rara debido a la naturaleza de sus poderes y obligaciones. La transformación a su primera forma como Sailor Saturn no aparece en ningún momento en la serie animada, aunque uno de los videojuegos de la serie incluye una versión acortada de la misma, realizada al estilo de las secuencias de transformación de las otras guerreras en el anime. La secuencia comienza cuando ella alza su mano en el aire y grita Saturn Planet Power, Make-Up!. En cambio, en la versión del manga, obtiene su cristal Sailor, el Cristal de Saturno, con el cual se transforma delante de las demás guerreros gritando las palabras Por el poder del cristal del planeta Saturno. En el anime, en contraste, aunque asciende a Súper Sailor Saturn no se menciona dicho cristal, y la transformación no se muestra en la pantalla.
Los poderes de Sailor Saturn se basan, principalmente, en la mitología romana, donde Saturno es el dios de la cosecha. Como tal, su papel principal es el de la destructora, aniquilando planetas que ya han corrido su curso. Por ello, las demás Sailor temen su llegada. Cuando esta finalmente se produce, se revela que parte de su deber es despejar el camino para que el renacimiento tenga lugar,  el cual solamente puede ser provocado por Sailor Moon. Su primera actuación tras su llegada es para asaltar a Pharaon 90 con su ataque Death Reborn Revolution.
En una ocasión, se hace referencia a la Hoz del Silencio de Sailor Saturn como "la guadaña de la Diosa de la Muerte" y solamente se necesita dirigir su punta hacia el suelo para traer la destrucción al mundo. En el anime, se sugiere que Sailor Saturn morirá si emplea este poder, y Súper Sailor Moon pone en riesgo su vida para evitar que Saturn lo haga, derrotando a Pharaon 90 ella misma. En el manga, Sailor Saturn se deja ser absorbida deliberadamente por la dimensión de Pharaon 90 mientras éste escapa. En ambos casos, Saturn se reencarna de nuevo en un bebé en el planeta Tierra, inmediatamente después.
Cuando Sailor Saturn reaparece hacia el final del cuarto arco argumental (comienzo del quinto arco argumental del anime), surgen nuevos ataques. A partir de ese momento, se defiende a sí misma y a sus aliados con Silence/Silent Wall, que consiste en una cúpula de energía oscura que desvía los ataques enemigos. Asimismo, Sailor Saturn emplea el ataque Silence Glaive Surprise. En el anime, usa dicho ataque contra Neherenia. Al no encontrar otro modo de derrotarla, Hotaru intenta bajar su hoz y destruir todo con "Tumba del silencio, destruye", pero justo antes de tocar el suelo, Super Sailor Chibi Moon se lanza contra ella para evitar que complete el ataque y muera. Sin embargo, la hoz libera tal poder que destruye gran parte del palacio de Neherenia.
En el manga, por otra parte, el profesor Tomoe entrega un fragmento de cristal a Hotaru, diciéndole que se trata de un talismán antiguamente llevado por la madre de ella, la fallecida Keiko Tomoe. Sin embargo, en realidad se trata de un fragmento del Cristal Tioron, el cual los Death Busters utilizan como fuente de poder.  Éste fragmento sirve para aliviar el dolor que la pequeña tiene que soportar frecuentemente, como consecuencia de llevar a Mistress 9 en su interior. El Cristal de Saturno es, en cambio, probablemente su posesión más preciada, ya que es su propio cristal y la fuente de todo su poder.